# Wehnde
Wehnde est une commune allemande située dans l'arrondissement d'Eichsfeld en Thuringe.

## Géographie

Situation de Wehnde (en rouge) dans l'arrondissement

Wehnde est située dans le nord de l'arrondissement, à la limite avec l'arrondissement de Göttingen en Basse-Saxe. La ville fait partie de la Communauté d'administration de Lindenberg-Eichsfeld et se trouve à 11 km au nord de Worbis ainsi qu'à 17 km au nord-est de Heilbad Heiligenstadt, le chef-lieu de l'arrondissement. 

## Histoire
La première mention écrite du village de Tastungen date de 1238.  
Ferna a  appartenu à l'Électorat de Mayence jusqu'en 1802 et à son incorporation à la province de Saxe dans le royaume de Prusse (arrondissement de Worbis). 
La commune fut incluse dans la zone d'occupation soviétique après la Seconde Guerre mondiale avant de rejoindre le district d'Erfurt en RDA jusqu'en 1990. 

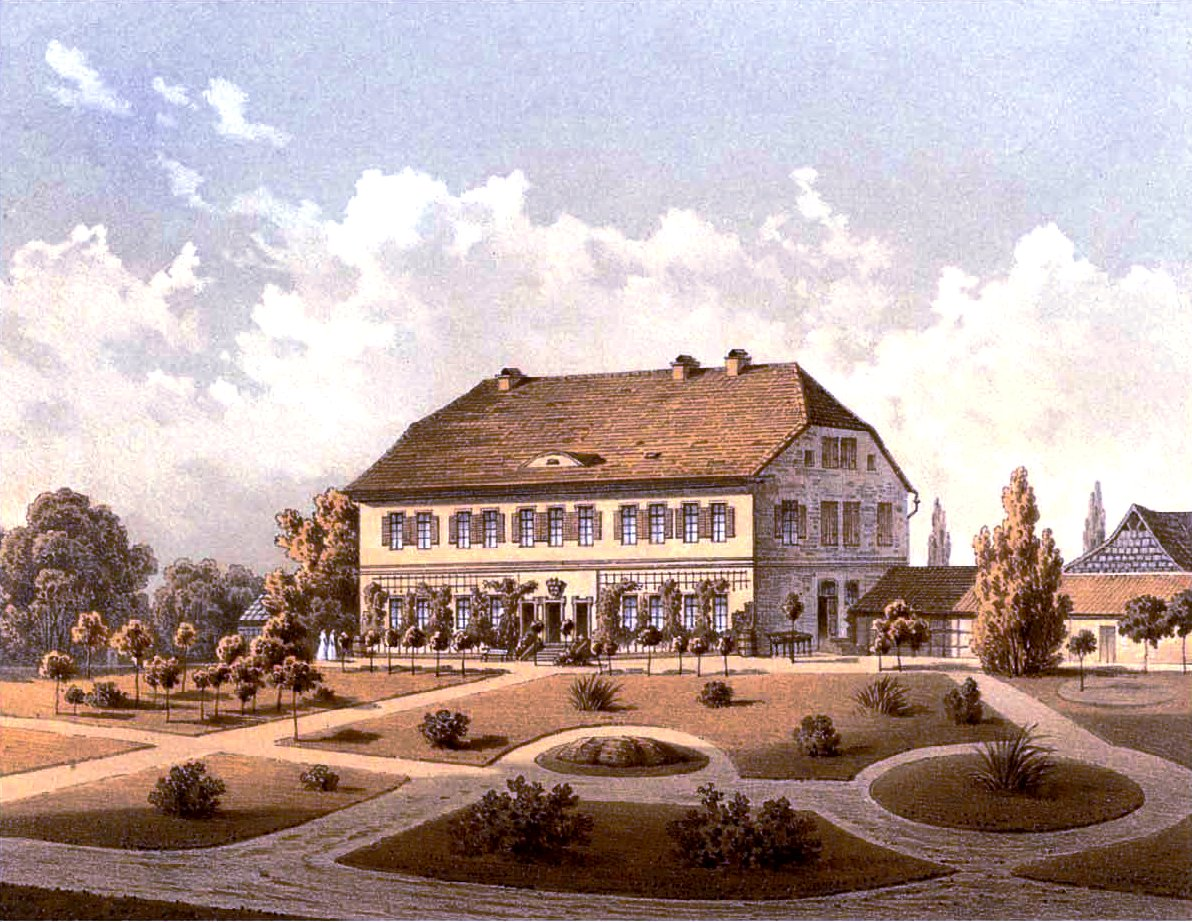
Le château de Wehnde en 1860

## Démographie
| 1910 | 1933 | 1939 | 1995 | 2000 | 2005 | 2010 |
| ---- | ---- | ---- | ---- | ---- | ---- | ---- |
| 351  | 457  | 432  | 386  | 404  | 394  | 376  |